# Sanchezia wurdackii
Sanchezia wurdackii är en akantusväxtart som beskrevs av D.C. Wasshausen. Sanchezia wurdackii ingår i släktet Sanchezia och familjen akantusväxter. Inga underarter finns listade i Catalogue of Life.